# المركز الفلسطيني للتقارب بين الشعوب
المركز الفلسطيني للتقارب بين الشعوب (اختصارًا PCR) هي منظمة غير ربحية تأسست برعاية حركة التضامن الدولية، ويقع مقرها في مدينة بيت ساحور في فلسطين.

## لمحة تاريخية
تأسس المركز الفلسطيني للتقارب بين الشعوب عام 1988، ثُم سُجّل رسميًا تحت رعاية اللجنة المركزية المينونية في القدس عام 1991، ثُمّ سُجّل رسميًا في وزارة الداخلية الفلسطينية عام 2004.

## الأهداف
يعمل المركز الفلسطيني للتقارب بين الشعوب على تعزيز الحوار الشعبي والعمل المشترك بين الفلسطينيين والناس من مختلف أنحاء العالم ومن مختلف الجنسيات، ويتمثل الهدف الرئيسي للمركز في تشجيع الحلول السلمية لتعزيز القومية الفلسطينية من خلال تعطيل الصور النمطية والتحيزات القائمة. نشط المركز الفلسطيني للتقارب بين الشعوب أيضًا في مجال حقوق الإنسان ونشر المعلومات منذ عام 2002 من خلال قسم خاص انفصل عن المركز بعد ذلك وتحول إلى كيان مستقل حمل اسم المركز الدولي الإعلامي للشرق الأوسط تحت قيادة غسان أنضوني. كان غسان أنضوني واحدًا من مؤسسي المركز الفلسطيني للتقارب بين الشعوب، ويتولي جورج رشماوي إدارة المركز في الوقت الحالي.

## الأدوار
ينظم المركز الفلسطيني للتقارب بين الشعوب المحاضرات والندوات واللقاءات المجتمعية لبحث سبل توحيد الصف بين الفلسطينيين وتشجيع المشاركة السياسية والمجتمعية بين الشباب، كما يُعد الأبحاث والدراسات الميدانية مثل مشروع جسر الهوة الذي نفذه المركز لقياس مدى رضا أهالي مدينة بيت ساحور عن الخدمات التي تقدمها لهم البلدية.